# Краль, Юрий
Юрий Краль (в.-луж. Jurij Kral; 16 апреля 1864 года, Радибор, Германия – 27 ноября 1945 года, Ворклецы, Германия) — католический священник и лужицкий филолог. 

## Биография
Родился 16 апреля 1864 года в Радиборе в семье учителя и лужицкого народного писателя Якуба Краля. Был старшим братом лужицкого писателя и педагога Франца Краля. В десятилетнем возрасте в 1874 году в школу в Будишине. В 1879 году поступил в Праге в Лужицкую семинарию, которую окончил в 1889 году. Под руководством председателя серболужицкого студенческого братства «Сербовка» Юрия Либша занимался вместе с другими лужицкими студентами, обучавшимися в Праге, изучением верхнелужицкого языка. Написал на немецком языке грамматику верхнелужицкого языка «Grammatik der wendischen Sprache in der Oberlausitz», которая вышла в 1885 году. Следующие тиражи этой грамматики выходили в 1919 и 1925 годах. Это сочинение стало после Второй мировой войны стала основой нормативной грамматики «Kurzgefaßte obersorbische Grammatik», которую в 1951 году издал Павол Вовчерк. 
В 1889 году был рукоположен в священника и был назначен Викарийвикарием в Дворской церкви в Дрездене. В 1891 году вступил в серболужицкую культурно-просветительскую организация «Матица сербская». С 1896 года по 1922 год был настоятелем во Фрайтале. В 1922 году был переведён настоятелем в церковь святого Михаила в Дрездене. 
В 1927 году издал первую часть (до буквы P) словаря « Serbsko-němski słownik hornjołužiskeje rěče»  (Серболужицко-немецкий словарь верхнелужицкого языка». В 1931 году, будучи на пенсии, издал вторую часть этого словаря. За свою деятельность был удостоен почётного научного звания в Академий наук Чехословакии и Болгарии. 
Во время бомбардировки Дрездена получил серьёзные ранения. Проживал в деревне Воклецы, где скончался 27 ноября 1945 года. 